# Jean-Pierre Frey
Jean-Pierre Frey (Basileia, 6 de janeiro de 1955) é um ex-automobilista suíço.

## Carreira
Antes de ser automobilista, Frey trabalhava como empresário do ramo de imóveis. A partir de 1981, deixou sua profissão e passou a disputar corridas, sendo que daquele ano até 1984, competiu nas Fórmulas Ford 2000 e 3, sem resultados relevantes. Em 1985, deixou os monopostos para competir em protótipos, tendo disputado o Mundial da categoria, atuou em seis corridas e terminou duas.
Mas a carreira nos protótipos não duraria muito para Frey, que ingressou na Fórmula 3000 em 1987, no entanto nenhuma equipe se interessou no suíço. A alternativa foi criar a sua equipe, a Dollop. Abriu uma oficina do time em Gênova, adquiriu um March 85B usado, um motor Cosworth e algumas pessoas para trabalhar no desenvolvimento do carro.
Entretanto, Frey e a Dollop penaram na F-3000 nas duas temporadas que estiveram por lá. Em 19 provas, o suíço fracassou na tentativa de largar em todas. Esteve próximo de correr no GP de Silverstone, quando os organizadores permitiram que todos os pilotos que obtivessem um tempo dentro do limite de 110% largassem - Frey ficou na trigésima posição, a 12,57 segundos da pole. A FISA percebeu que a ideia de todos largarem não era aceitável e, assim como na Fórmula 1, limitou os grids a 26 carros a partir da etapa de Vallelunga. 
O suíço não estava sozinho na luta para colocar o carro da Dollop em uma corrida de F-3000. Aldo Bertuzzi, contratado para conseguir largar com um carro tão fraco como o March 85B comprado por Frey, também não logrou sucesso. Sem alternativas, o piloto-dono de equipe resolveu apostar no francês Marcel Tarrès, especialista em provas de subidas de montanha, para pilotar um segundo March. Em Birmingham, Tarrès conseguiu a façanha de colocar a Dollop no grid. 
Mas a aventura da equipe em Birmingham durou apenas duas voltar, depois que Tarrès bateu com Tim Davies. O francês permaneceu na equipe para a etapa de Le Mans, mas nada mudaria gradativamente, já que Frey continuava com sendo o mais lento nos treinos. Após não conseguir a classificação, Tarrès decidiu sair da Dollop.
Para 1987, Frey passaria a ter dois March em sua equipe, e teria como companheiro de time o compatriota Urs Dudler, que teve uma única oportunidade, ao não conseguir se classificar para o GP de Silverstone. Após a etapa inglesa, Dudler seria dispensado por Frey, que contrataria o italiano Guido Daccò para seu lugar. Entretanto, nada dava certo para o piloto-dono de equipe, que não conseguiu largar em nenhum momento, tal como em 1986. Desiludido, Frey largou a F-3000 antes da temporada terminar, e voltaria a disputar o Mundial de Protótipos, trazendo consigo a Dollop. Com o canadense Marty Roth (que mais tarde correria na IRL), ele chegou a correr na IMSA em 1989.

## CART
Após sua malsucedida passagem pela F-3000, Frey resolveu correr na CART (mais tarde, Champ Car) em 1988, pela equipe Dick Simon. 
Ele acertaria um contrato para disputar as etapas de Laguna Seca e Tamiami Park, as últimas da temporada. Com um conjunto Lola-Cosworth patrocinado pelos cigarros West (que também patrocinavam a Zakspeed e viriam a patrocinar a McLaren na F-1 entre 1997 e 2005), e pela fabricante de miniaturas Bburago, Frey conseguiu a vaga em Laguna Seca, ao terminar o treino em 27º lugar. Na corrida, ele terminou a prova a oito voltas do líder, ganhando 5.300 dólares de premiação.
Em Tamiami Park, largou em 24º, mas acabou batendo durante a corrida. Levou 8.275 dólares como "prêmio de consolação".
Para 1989, Dick Simon dispensa Frey de sua equipe, e o suíço assinou com a Euromotorsport, equipe comandada por Antonio Ferrari, um italiano que migrara para os EUA e que era amigo do suíço. Ele teve sua primeira chance na nova equipe no oval de Phoenix, onde largou em 23º, sendo mais rápido que Guido Daccò, seu ex-companheiro de F-3000. Entretanto, após 47 voltas, os comissários, atendendo a pedidos dos pilotos, irritados com a lentidão de Frey, decidiram dar bandeira preta ao suíço, que ao menos ganhou uma compensação financeira: 2.580 dólares, menor prêmio dado a um piloto na história da CART.
Surpreendentemente, Frey não desistiu e resolveu se inscrever para as 500 Milhas de Indianápolis. Para sorte dele - e dos outros pilotos - a USAC vetou a presença do suíço, alegando inexperiência.
Em Detroit, Frey não conseguiu largar, tendo deixado a Euromotorsport e assinando com a Bettenhausen (futura equipe HVM Racing) e em Portland, largou em último lugar, se esforçando para chegar ao final, terminando a etapa em 15º, melhor resultado de sua carreira em monopostos. Após a prova, se aposentou das pistas.

## Polêmica com Antonio Ferrari
Algum tempo depois, Frey descobriu que Antonio Ferrari, seu amigo e chefe na Euromotorsport, conseguiu desviar 1,259 milhão de dólares de uma conta conjunta que mantinha com o suíço no Bank One para sua conta particular, na Itália. 
Frey decidiu processar Ferrari e o Bank One na justiça de Indiana pelo ocorrido, mas havia dois problemas: demorou tanto tempo para abrir o processo que a justiça alegou que não poderia fazer nada, já que o período para tomar qualquer atitude tinha sido prescrito. Além disso, Frey apelou para um argumento sem nexo: disse que o nome utilizado na transação foi “Pierre Jean-Frey”. Esta era a maneira que o banco cadastrava o nome dos seus correntistas, porém não ganhou nenhuma das causas.
Por fim, ele foi processado por ter vendido apartamentos que não lhe pertenciam e por ter vendido o mesmo imóvel a diferentes pessoas.

## Desempenho na Indy 500
| Ano  | Chassi | Motor    | Posição de largada         | Posição de chegada | Equipe         |
| ---- | ------ | -------- | -------------------------- | ------------------ | -------------- |
| 1989 | Lola   | Cosworth | Inscrição negada pela USAC |                    | Euromotorsport |